# Eugenio di Trebisonda
Eugenio di Trebisonda (in greco Άγιος Ευγένιος?; ... – Trebisonda, 2 giugno 304) fu martirizzato sotto Diocleziano e a Trebisonda si sviluppò un culto a lui dedicato. La sua festa è il 21 gennaio. Eugenio, insieme ai martiri Candido, Valeriano e Aquila, fu perseguitato durante il regno di Diocleziano (284-305) e Massimiano (305-311). I quattro si nascosero sulle montagne sopra Trebisonda, ma alla fine furono trovati e portati davanti al comandante del reggimento Licio. Furono fustigati, torturati con il fuoco e infine decapitati. A Eugenio si attribuisce la distruzione dell'immagine sulla "collina grigia" che domina la città, in seguito nota come Mithratis.

## Eredità
La dinastia regnante dei Comneni dell'Impero di Trebisonda adottarono il santo come patrono del loro Regno. I miracoli a lui attribuiti c'è il supporto alla città di Trebisonda per respingere l'assedio della città da parte dei Turchi Selgiuchidi nel 1224. La sua immagine appare spesso sulle monete trapezuntine. Il culto di questo santo non si sviluppò mai veramente oltre i confini di Trebisonda, anche se Giovanni Lazaropulo, metropolita di Trebisonda con il nome di Giuseppe, raccolse i miracoli di Sant'Eugenio in un libro nel XIV secolo.
A Trebisonda esisteva un monastero a lui dedicato: Rosenqvist lo identifica come una struttura sul monte Minthrion con una chiesa dedicata e un metochio all'interno delle mura della città. Ci sono prove che il monastero esisteva almeno dal IX secolo; un typikon scritto nel 1346 fornisce dettagli sulla vita della comunità monastica.
Secondo la Chiesa ortodossa in America, la sua preghiera è la seguente:
Perché, avendo la tua forza, ha abbassato i suoi avversari e ha infranto l'impotenza dei demoni.
Per le sue intercessioni, salva le nostre anime!»